# Números de Bernoulli

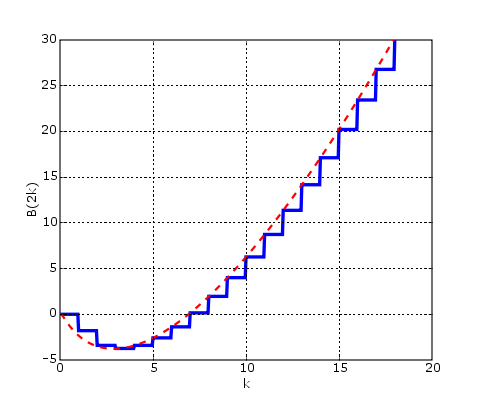
Imagem ilustrativa

Na matemática, os números de Bernoulli são sequências de números racionais com profundas conexões na teoria dos números.
São definidos como os coeficientes da Expansão de Taylor :

{\displaystyle \sum _{n=0}^{\infty }{\frac {B_{n}}{n!}}x^{n}={\frac {x}{e^{x}-1}}}

## Sequência
Valores dos números de Bernoulli:

{\displaystyle B_{n}={\begin{cases}1,\;se\;n=0\\-{\frac {1}{2}},\;se\;n=1\\(-1)^{{\frac {n}{2}}+1}\cdot {\frac {2(n)!}{(2\pi )^{n}}}\zeta (n),\;se\;n\in \{2,4,6,8,\dots \}\\0,\;se\;n\in \{3,5,7,9,\dots \}\end{cases}}}

Onde {\displaystyle \zeta (n)} é a função zeta de Riemann